# Saison 2021-2022 du RB Leipzig
Maillots
Chronologie
Saison précédente Saison suivante
La saison 2021-2022 est la 13e saison du RB Leipzig depuis sa fondation en 2009 et la 6e saison du club en Bundesliga, la meilleure ligue allemande de football. Le RB Leipzig est impliqué dans 4 compétitions : la Bundesliga, la DFB Pokal, la Ligue des Champions et la Ligue Europa. C'était la première saison de Jesse Marsch en tant qu'entraîneur en succédant à Julian Nagelsmann avant d'être limogé à la mi-saison.

## Transferts
| Nom                        | Nationalité  | Poste     | Transfert           | Période         | Provenance/Destination   | Division            | Réf.   |
| -------------------------- | ------------ | --------- | ------------------- | --------------- | ------------------------ | ------------------- | ------ |
| Arrivées                   |              |           |                     |                 |                          |                     |        |
| Marcelo Saracchi           | Uruguay      | Défenseur | Retour de prêt      | Mercato d'été   | Galatasaray SK           | Süper Lig           |        |
| Ademola Lookman            | Angleterre   | Attaquant | Retour de prêt      | Mercato d'été   | Fulham FC                | Premier League      |        |
| Hannes Wolf                | Allemagne    | Milieu    | Retour de prêt      | Mercato d'été   | Borussia Mönchengladbach | Bundesliga          |        |
| Luan Cândido               | Brésil       | Défenseur | Retour de prêt      | Mercato d'été   | Red Bull Bragantino      | Brasileirao         |        |
| Joško Gvardiol             | Croatie      | Défenseur | Retour de prêt      | Mercato d'été   | Dinamo Zagreb            | Prva HNL            |        |
| Mohamed Simakan            | France       | Défenseur | Transfert (15 M€)   | Mercato d'été   | RC Strasbourg            | Ligue 1             | [ 2 ]  |
| Benjamin Henrichs          | Allemagne    | Défenseur | Transfert (15 M€)   | Mercato d'été   | AS Monaco                | Ligue 1             | [ 3 ]  |
| Brian Brobbey              | Pays-Bas     | Attaquant | Transfert (Libre)   | Mercato d'été   | Ajax Amsterdam           | Eredivisie          | [ 4 ]  |
| Caden Clark                | États-Unis   | Milieu    | Transfert (1,8 M€)  | Mercato d'été   | New York Red Bulls       | Major League Soccer | [ 5 ]  |
| André Silva                | Portugal     | Attaquant | Transfert (23 M€)   | Mercato d'été   | Eintracht Francfort      | Bundesliga          | [ 6 ]  |
| Ilaix Moriba               | Guinée       | Milieu    | Transfert (16 M€)   | Mercato d'été   | FC Barcelone             | La Liga             | [ 7 ]  |
| Fabrice Hartmann           | Allemagne    | Attaquant | Retour de prêt      | Mercato d'hiver | SC Paderborn             | 2.Bundesliga        |        |
| Caden Clark                | États-Unis   | Milieu    | Retour de prêt      | Mercato d'hiver | New York Red Bulls       | Major League Soccer |        |
| Dépenses totales : 70,8 M€ |              |           |                     |                 |                          |                     |        |
| Départs                    |              |           |                     |                 |                          |                     |        |
| Benjamin Henrichs          | Allemagne    | Défenseur | Retour de prêt      | Mercato d'été   | AS Monaco                | Ligue 1             |        |
| Justin Kluivert            | Pays-Bas     | Attaquant | Retour de prêt      | Mercato d'été   | AS Rome                  | Serie A             |        |
| Dayot Upamecano            | France       | Défenseur | Transfert (42,5 M€) | Mercato d'été   | Bayern Munich            | Bundesliga          | [ 8 ]  |
| Ibrahima Konaté            | France       | Défenseur | Transfert (41,5 M€) | Mercato d'été   | Liverpool FC             | Premier League      | [ 9 ]  |
| Hannes Wolf                | Autriche     | Milieu    | Transfert (9,5 M€)  | Mercato d'été   | Borussia Mönchengladbach | Bundesliga          | [ 10 ] |
| Lazar Samardžić            | Allemagne    | Milieu    | Transfert (3 M€)    | Mercato d'été   | Udinese                  | Serie A             | [ 11 ] |
| Marcel Sabitzer            | Autriche     | Milieu    | Transfert (15 M€)   | Mercato d'été   | Bayern Munich            | Bundesliga          | [ 12 ] |
| Fabrice Hartmann           | Allemagne    | Attaquant | Prêt                | Mercato d'été   | SC Paderborn             | 2.Bundesliga        |        |
| Caden Clark                | États-Unis   | Milieu    | Prêt                | Mercato d'été   | New York Red Bulls       | Major League Soccer | [ 5 ]  |
| Alexander Sørloth          | Norvège      | Attaquant | Prêt                | Mercato d'été   | Real Sociedad            | La Liga             | [ 13 ] |
| Hwang Hee-chan             | Corée du Sud | Attaquant | Prêt                | Mercato d'été   | Wolverhampton Wanderers  | Premier League      | [ 14 ] |
| Ademola Lookman            | Nigeria      | Attaquant | Prêt                | Mercato d'été   | Leicester City           | Premier League      | [ 15 ] |
| Luan Cândido               | Brésil       | Défenseur | Transfert (1,5 M€)  | Mercato d'hiver | Red Bull Bragantino      | Brasileirao         | [ 16 ] |
| Marcelo Saracchi           | Uruguay      | Défenseur | Transfert (Libre)   | Mercato d'hiver | -                        | -                   | -      |
| Brian Brobbey              | Pays-Bas     | Attaquant | Prêt                | Mercato d'hiver | Ajax Amsterdam           | Eredivisie          | [ 17 ] |
| Joscha Wosz                | Allemagne    | Milieu    | Prêt                | Mercato d'hiver | Hallescher FC            | 3.Liga              |        |
| Ilaix Moriba               | Guinée       | Milieu    | Prêt                | Mercato d'hiver | Valence CF               | La Liga             | [ 18 ] |
| Fabrice Hartmann           | Allemagne    | Attaquant | Prêt                | Mercato d'hiver | Eintracht Brunswick      | 2.Bundesliga        | [ 19 ] |
| Caden Clark                | États-Unis   | Milieu    | Prêt                | Mercato d'hiver | New York Red Bulls       | Major League Soccer | [ 20 ] |
| Recettes totales : 113 M€  |              |           |                     |                 |                          |                     |        |

## Maillots
Équipementier : Nike / Sponsor : Red Bull
| Domicile | Extérieur | Troisième |

| Domicile | Extérieur | Troisième |

## Équipe

### Joueurs prêtés
Le tableau suivant liste les joueurs en prêts pour la saison 2021-2022.
| N° | P. | Nat.                       | Nom               | Date de naissance   | Sélection          | Club en prêt            |
| -- | -- | -------------------------- | ----------------- | ------------------- | ------------------ | ----------------------- |
| -  | G  | Drapeau de la Suisse       | Yvon Mvogo        | 06/06/1994 (30 ans) | Suisse             | PSV Eindhoven           |
| -  | G  | Drapeau de l'Allemagne     | Tim Schreiber     | 24/04/2002 (22 ans) | Allemagne -20 ans  | Hallescher FC           |
| -  | D  | Drapeau de l'Allemagne     | Frederik Jäkel    | 07/03/2001 (24 ans) | –                  | KV Ostende              |
| -  | D  | Drapeau de l'Allemagne     | Eric Martel       | 22/06/2001 (23 ans) | Allemagne espoirs  | FC Nuremberg            |
| -  | A  | Drapeau de l'Allemagne     | Dennis Borkowski  | 26/01/2002 (23 ans) | –                  | FC Nuremberg            |
| -  | A  | Drapeau de la Corée du Sud | Hwang Hee-chan    | 26/01/1996 (29 ans) | Corée du Sud       | Wolverhampton Wanderers |
| -  | A  | Drapeau de la Norvège      | Alexander Sørloth | 05/12/1995 (29 ans) | Norvège            | Real Sociedad           |
| -  | A  | Drapeau des Pays-Bas       | Brian Brobbey     | 01/02/2002 (23 ans) | Pays-Bas espoirs   | Ajax Amsterdam          |
| -  | M  | Drapeau de la Guinée       | Ilaix Moriba      | 19/01/2003 (22 ans) | Guinée             | Valence CF              |
| -  | A  | Drapeau de l'Allemagne     | Fabrice Hartmann  | 02/03/2001 (24 ans) | –                  | Eintracht Brunswick     |
| -  | M  | Drapeau de la Guinée       | Ilaix Moriba      | 19/01/2003 (22 ans) | Guinée             | Valence CF              |
| -  | A  | Drapeau du Nigeria         | Ademola Lookman   | 20/10/1997 (27 ans) | Nigéria            | Leicester City          |
| -  | M  | Drapeau de l'Allemagne     | Joscha Wosz       | 20/07/2002 (22 ans) | –                  | Hallescher FC           |
| -  | M  | Drapeau des États-Unis     | Caden Clark       | 27/05/2003 (21 ans) | États-Unis -20 ans | New York Red Bulls      |

## Compétitions
| Bundesliga         | DFB Pokal                                             | Ligue des Champions | Ligue Europa                                    |
| ------------------ | ----------------------------------------------------- | ------------------- | ----------------------------------------------- |
| 4e place 58 points | Vainqueur contre SC Fribourg (1 - 1) ap - (2 - 4) tab | Phase de Groupes    | Demi-Finale contre Rangers FC (1 - 0) - (3 - 1) |
| 17V 7N 10D         | 5V 1N 0D                                              | 2V 1N 3D            | 3V 2N 1D                                        |
| TOTAL: 27V 11N 14D |                                                       |                     |                                                 |

### Bundesliga

#### Classement
| Rang | Équipe              | Pts | J  | G  | N  | P  | Bp | Bc | Diff | Qualification ou relégation                                      |
| ---- | ------------------- | --- | -- | -- | -- | -- | -- | -- | ---- | ---------------------------------------------------------------- |
| 2    | Borussia Dortmund   | 69  | 34 | 22 | 3  | 9  | 85 | 52 | +33  | Qualification pour la phase de groupes de la Ligue des champions |
| 3    | Bayer 04 Leverkusen | 64  | 34 | 19 | 7  | 8  | 80 | 47 | +33  | Qualification pour la phase de groupes de la Ligue des champions |
| 4    | RB Leipzig          | 58  | 34 | 17 | 7  | 10 | 72 | 37 | +35  | Qualification pour la phase de groupes de la Ligue des champions |
| 5    | 1. FC Union Berlin  | 57  | 34 | 16 | 9  | 9  | 50 | 44 | +6   | Qualification pour la phase de groupes de la Ligue Europa        |
| 6    | SC Fribourg         | 55  | 34 | 15 | 10 | 9  | 58 | 46 | +12  | Qualification pour la phase de groupes de la Ligue Europa        |

1. ↑  Depuis la victoire en DFB Pokal 2021-2022, RB Leipzig est qualifié pour la Ligue des Champions par leur position en championnat, la phase des groupes de la Ligue Europa est passée pour l'équipe à la sixième place et les barrages de relégation de la Ligue Europa Conférence est passé pour l'équipe à la septième place.

#### Évolution du classement et des résultats
| Journée  | 1    | 2    | 3    | 4    | 5    | 6    | 7    | 8    | 9    | 10   | 11   | 12   | 13   | 14   | 15   | 16   | 17   | 18   | 19   | 20   | 21   | 22   | 23   | 24   | 25   | 26   | 27   | 28   | 29   | 31   | 30   | 32   | 33   | 34   |
| -------- | ---- | ---- | ---- | ---- | ---- | ---- | ---- | ---- | ---- | ---- | ---- | ---- | ---- | ---- | ---- | ---- | ---- | ---- | ---- | ---- | ---- | ---- | ---- | ---- | ---- | ---- | ---- | ---- | ---- | ---- | ---- | ---- | ---- | ---- |
| Résultat |      |      |      |      |      |      |      |      |      |      |      |      |      |      |      |      |      |      |      |      |      |      |      |      |      |      |      |      |      |      |      |      |      |      |
| Rang     | {{}} | {{}} | {{}} | {{}} | {{}} | {{}} | {{}} | {{}} | {{}} | {{}} | {{}} | {{}} | {{}} | {{}} | {{}} | {{}} | {{}} | {{}} | {{}} | {{}} | {{}} | {{}} | {{}} | {{}} | {{}} | {{}} | {{}} | {{}} | {{}} | {{}} | {{}} | {{}} | {{}} | {{}} |

### Ligue des Champions

#### Parcours en Ligue des champions

##### Phase de Groupes
| Rang | Équipe              | Pts | J | G | N | P | Bp | Bc | Diff |  | Résultats (▼ dom., ► ext.) |     |     |     |     |
| ---- | ------------------- | --- | - | - | - | - | -- | -- | ---- |  | -------------------------- | --- | --- | --- | --- |
| 1    | Manchester City     | 12  | 6 | 4 | 0 | 2 | 18 | 10 | +8   |  | Manchester City            |     | 2-1 | 6-3 | 4-1 |
| 2    | Paris Saint-Germain | 11  | 6 | 3 | 2 | 1 | 13 | 8  | +5   |  | Paris Saint-Germain        | 2-0 |     | 3-2 | 4-1 |
| 3    | RB Leipzig          | 7   | 6 | 2 | 1 | 3 | 15 | 14 | +1   |  | RB Leipzig                 | 2-1 | 2-2 |     | 1-2 |
| 4    | Club Bruges KV      | 4   | 6 | 1 | 1 | 4 | 6  | 20 | -14  |  | Club Bruges KV             | 1-5 | 1-1 | 0-5 |     |